# Ruy Pérez Tamayo
Ruy Pérez Tamayo (Tampico, Tamaulipas, 8 de noviembre de 1924 - Ensenada, Baja California, 27 de enero de 2022) fue un médico patólogo e inmunólogo, investigador, divulgador de la ciencia y académico mexicano. Fue miembro de la Academia Mexicana de la Lengua y de El Colegio Nacional. Recibió el Premio Nacional de Ciencias y Artes en 1974.

## Estudios y docencia
Realizó sus estudios en la Universidad Nacional Autónoma de México (UNAM), donde fue catedrático de patología, y con más de cincuenta y ocho años de ejercer la docencia fue nombrado profesor emérito. Obtuvo el doctorado en el Instituto Politécnico Nacional. Tuvo a su cargo la jefatura del Departamento de Medicina Experimental de la Facultad de Medicina en el Hospital General de México. Durante diez años perteneció a la Junta de Gobierno de la Universidad Nacional Autónoma de México (UNAM). Dio cursos y conferencias en la Universidad del Valle, en la Universidad de Antioquia, en la Universidad Nacional de Colombia, en la Universidad de Washington, en la Universidad del Salvador, en la Universidad de Yale, en la Universidad Nacional Autónoma de Nicaragua, en la Universidad de San Marcos, en la Universidad Estatal de Colorado, en la Universidad de San Carlos de Guatemala, en la Universidad de Kansas, en la Universidad Johns Hopkins, en la Universidad de Rochester, en la Universidad de Howard, en la Universidad de Harvard, en la Universidad Central de Venezuela, en la Universidad de Puerto Rico, en la Universidad de Costa Rica, en la Benemérita Universidad Autónoma de Puebla, en la Universidad de las Américas Puebla, y en la Fundación Jiménez Díaz.

## Investigador y académico

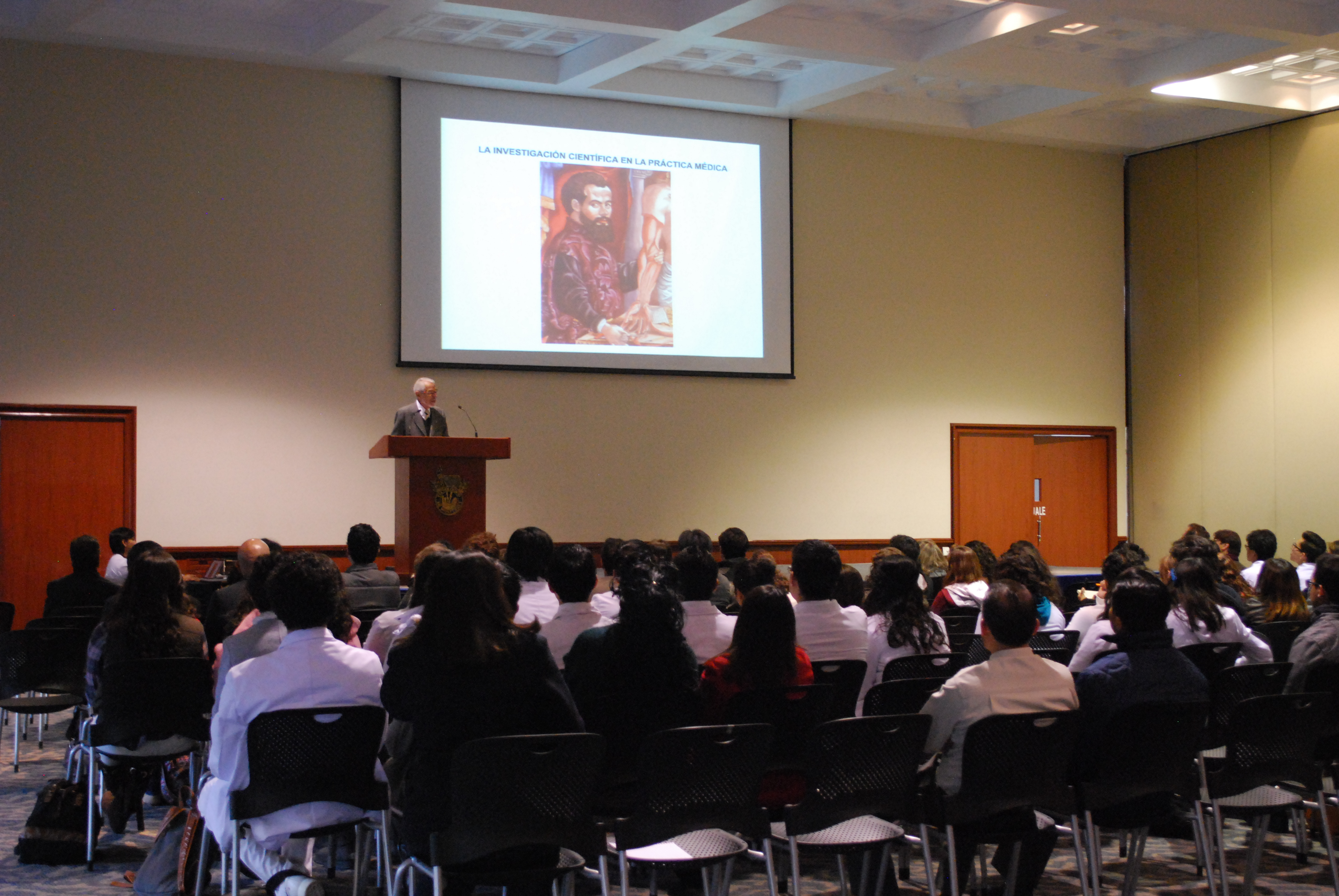
Pérez Tamayo, en un discurso en el Instituto Tecnológico y de Estudios Superiores de Monterrey, Campus Ciudad de México, Campus Ciudad de México.

El 27 de noviembre de 1980 ingresó a El Colegio Nacional con el discurso Un fantasma en el siglo XX, que recibió respuesta del doctor Jesús Kumate. Fue acreedor de la beca Guggenheim durante 1985 y 1986. El 13 de noviembre de 1986 fue elegido miembro de la Academia Mexicana de la Lengua, tomó posesión el 23 de abril de 1987 y ocupó la silla VIII, además de lo cual fue secretario de la Comisión de Consultas y director adjunto desde el 2001. El 25 de octubre del 2007 la Academia efectuó una ceremonia en el centro de cultura Casa Lamm para rendir homenaje a sus miembros octogenarios: Guido Gómez de Silva, Margit Frenk, Ernesto de la Peña y el propio Ruy Pérez Tamayo.
Fue miembro de diversas agrupaciones y sociedades científicas, entre las que sobresalen:
- la Academia de la Investigación Científica de México
- la Sociedad Mexicana de Historia y Filosofía de la Medicina
- la Asociación Estadounidense de Patólogos y Bacteriólogos
- el Consejo Consultivo de Ciencias de la Presidencia de la República
- Investigador Nacional de Excelencia del Sistema Nacional de Investigadores.[9]
- miembro honorario del Seminario de Cultura Mexicana.[10]
- el comité editorial de ciencia y tecnología del Fondo de Cultura Económica, editorial que ha publicado muchas de sus obras y que creó incluso un premio en su honor.[11]
- fundador y primer presidente del Colegio de Bioética, A.C.[12]

## Aportaciones en la salud
Sus trabajos de investigación se centraron en los mecanismos de las enfermedades y los aspectos patológicos, donde destaca la descripción del efecto de la metionina sobre la cicatrización de heridas, el mesotelioma pleural, la amebiasis cutánea, la criptococosis, el enfisema bronquiolar y el mesotelioma peritoneal. Contribuyó a la comprensión de los mecanismos humorales del hiperesplenismo, así como de la patogenia en la cirrosis hepática.

## Premios y distinciones
- Premio Nacional de Ciencias y Artes en el área de Ciencias Físico-Matemáticas y Naturales por el Gobierno Federal de México, en 1974.
- Premio “Miguel Otero”, otorgado por la Secretaría de Salubridad y Asistencia en 1979.
- Premio “Luis Elizondo” del Instituto Tecnológico y de Estudios Superiores de Monterrey, en 1979.
- Doctor honoris causa por la Universidad Autónoma de Yucatán, en 1980.
- Premio “Aída Weiss” en 1986 por su investigación sobre el cáncer, otorgado por la Coordinación de la Investigación Científica de la UNAM.
- Premio Rohrer en 1988
- Doctor honoris causa por la Benemérita Universidad Autónoma de Puebla, en 1993.
- Premio Nacional de Historia y Filosofía de la Medicina
- Presea “José María Luis Mora” en reconocimiento a su trayectoria académica por el Estado de México, en 2002.
- Condecoración “Eduardo Liceaga” por el Consejo de Salubridad General, en 2005.
- Premio “Elías Sourasky” otorgado por Funsalud.
- Premio Juchimán de Plata en el campo de la ciencia y tecnología en 2005, otorgado por la Universidad Juárez Autónoma de Tabasco.
- Premio Internacional Menéndez Pelayo, otorgado por la Universidad Internacional Menéndez Pelayo en 2020.

En su honor, se nombró Premio Nacional Juvenil de Ciencia y Tecnología “Ruy Pérez Tamayo” al certamen realizado por el Instituto Nacional de la Juventud (Injuve) en 1996.

## Publicaciones
Publicó más de 150 artículos científicos en revistas nacionales y extranjeras; escribió 64 libros, 18 de ellos acerca de temas científicos y 46 de divulgación o de ensayos históricos, por ejemplo:
- Histoquímica de la necrosis fibrinoide, en 1956.
- Lesiones renales consecutivas a la derivación ureteral, en 1957.
- Malignant peritoneal mesothelioma, en 1961.
- La etiología del cáncer, en 1974.
- Aterosclerosis, en 1975.
- Enfermedad veno-oclusiva del hígado, en 1981.
- "Anatomía patológica", en Pasado, presente y futuro de la investigación biomédica en México, en 1982.
- " Acerca de minerva en 1987
- "La Revolución francesa y América Latina hoy", en Libertad, Igualdad y Fraternidad 1789-1989, en 1989.
- El concepto de enfermedad: su evolución a través de la historia, en 1988.
- Principios de patología, en 1990.
- Ciencia, paciencia y conciencia, en 1991.
- El viejo alquimista, en 1974.
- La profesión de Burke y Hare y otras historias, en 1996.
- Avances recientes en amibiasis, en 1997.
- ¿Existe el método científico? Historia y realidad, Colección La ciencia para todos, Segunda edición, Fondo de Cultura Económica, México, 1998.
- Microbios y enfermedades. Colección La ciencia para todos, en 2000.
- Ética médica laica, en 2002.
- Algunos aspectos de los problemas éticos generados por el Programa Internacional del Genoma Humano, en 2004.
- Historia general de la ciencia en México en el siglo XX, en 2005.
- Nada resiste la acción corrosiva del trabajo, en 2005.
- Cinco experimencias académicas y dos apéndices, en 2006.
- Salud y enfermedad, en 2007.
- Principios de patología, en coautoría con López Corella E., en 2007.
- Diez razones para ser científico, en 2013. ISBN 9786071616500